# 小行星3485
小行星3485（3485 Barucci）是一颗绕太阳运转的小行星，为主小行星带小行星。该小行星于1983年7月11日发现。

## 轨道参数
小行星3485的轨道半长轴为2.4395569 UA，离心率为0.166。